# Dimayor 2011-12
El Campeonato Oficial DIMAYOR 2011-12 fue la trigésima tercera edición de la mayor competición de la División Mayor del Básquetbol de Chile. Fue disputada entre el 8 de noviembre de 2011 y el 12 de abril de 2012.
El torneo marcó el regreso a la competición de Universidad Católica, Universidad de Concepción, Español de Talca y Liceo Mixto, instituciones que habían abandonado la liga a fines del año 2009, descontentos con el manejo de Luis Cerda, presidente de la Dimayor desde su fundación en 1979.
Contó con la participación de ocho equipos de siete ciudades del país y el campeón fue Liceo Mixto, quien consiguió su cuarta corona en la liga.

## Equipos participantes
| Nombre                    | Ciudad      | Fundación | Gimnasio                           |
| ------------------------- | ----------- | --------- | ---------------------------------- |
| Universidad Católica      | Santiago    | 1937      | Estadio Palestino                  |
| Liceo Mixto               | Los Andes   | 2000      | Gimnasio Juan Muñoz Herrera        |
| Universidad de Concepción | Concepción  | 1994      | Casa del Deporte                   |
| Español de Talca          | Talca       | 1978      | Gimnasio Cendyr Sur                |
| Antofagasta Sokol         | Antofagasta | 1927      | Gimnasio Sokol                     |
| Unión Española            | Santiago    | 1897      | Gimnasio Municipal de San Bernardo |
| San Luis de Quillota      | Quillota    | 1919      | Instituto Rafael Ariztía           |
| Municipal Curacaví        | Curacaví    |           | Gimnasio Municipal de Curacaví     |

## Tabla de posiciones
| Pos | Equipo             | Pts | PJ | G  | P  | PF    | PC    | PPF  | PPC   | DIF   |
| --- | ------------------ | --- | -- | -- | -- | ----- | ----- | ---- | ----- | ----- |
| 1   | U. de Concepción   | 53  | 28 | 25 | 3  | 2.563 | 1.902 | 91,5 | 67,9  | 661   |
| 2   | Liceo Mixto        | 52  | 28 | 24 | 4  | 2.473 | 1.993 | 88,3 | 71,2  | 480   |
| 3   | Español de Talca   | 49  | 28 | 21 | 7  | 2.307 | 1.936 | 82,4 | 69,1  | 371   |
| 4   | Unión Española     | 43  | 28 | 15 | 13 | 2.146 | 1.942 | 76,6 | 69,4  | 204   |
| 5   | U. Católica        | 39  | 28 | 11 | 17 | 2.220 | 2.247 | 79,3 | 80,3  | -27   |
| 6   | Antofagasta Sokol  | 38  | 28 | 10 | 18 | 2.195 | 2.349 | 78,4 | 83,9  | -154  |
| 7   | San Luis           | 34  | 28 | 6  | 22 | 1.972 | 2.426 | 70,4 | 86,6  | -454  |
| 8   | Municipal Curacaví | 28  | 28 | 0  | 28 | 1.751 | 2.832 | 62,8 | 101,1 | -1081 |

## Play-offs
|  | Cuartos de final          | Cuartos de final          | Cuartos de final          |             |   | Semifinales      | Semifinales      | Semifinales      |  |   | Final            | Final            | Final            |  |
|  | 22 de abril al 6 de marzo | 22 de abril al 6 de marzo | 22 de abril al 6 de marzo |             |   | 9 al 20 de marzo | 9 al 20 de marzo | 9 al 20 de marzo |  |   | 5 al 27 de enero | 5 al 27 de enero | 5 al 27 de enero |  |
|  |                           |                           |                           |             |   |                  |                  |                  |  |   |                  |                  |                  |  |
|  |                           |                           |                           |             |   |                  |                  |                  |  |   |                  |                  |                  |  |
|  | 1                         | U. Concepción             | 3                         |             |   |                  |                  |                  |  |   |                  |                  |                  |  |
|  | 1                         | U. Concepción             | 3                         |             |   |                  |                  |                  |  |   |                  |                  |                  |  |
|  | 8                         | Municipal Curacaví        | 0                         |             |   |                  |                  |                  |  |   |                  |                  |                  |  |
|  | 8                         | Municipal Curacaví        | 0                         |             | 1 | U. de Concepción | 3                |                  |  |   |                  |                  |                  |  |
|  |                           |                           |                           |             | 1 | U. de Concepción | 3                |                  |  |   |                  |                  |                  |  |
|  |                           |                           | 4                         | U. Española | 2 |                  |                  |                  |  |   |                  |                  |                  |  |
|  | 4                         | U. Española               | 4                         | U. Española | 2 | 3                |                  |                  |  |   |                  |                  |                  |  |
|  | 4                         | U. Española               |                           |             |   |                  |                  |                  |  |   |                  |                  |                  |  |
|  | 5                         | U. Católica               | 2                         |             |   |                  |                  |                  |  |   |                  |                  |                  |  |
|  | 5                         | U. Católica               | 2                         |             |   |                  |                  |                  |  | 1 | U. de Concepción | 2                |                  |  |
|  |                           |                           |                           |             |   |                  |                  |                  |  | 1 | U. de Concepción | 2                |                  |  |
|  |                           |                           | 2                         | Liceo Mixto | 4 |                  |                  |                  |  |   |                  |                  |                  |  |
|  | 2                         | Liceo Mixto               | 2                         | Liceo Mixto | 4 | 3                |                  |                  |  |   |                  |                  |                  |  |
|  | 2                         | Liceo Mixto               |                           |             |   |                  |                  |                  |  |   |                  |                  |                  |  |
|  | 7                         | San Luis                  | 0                         |             |   |                  |                  |                  |  |   |                  |                  |                  |  |
|  | 7                         | San Luis                  | 0                         |             | 2 | Liceo Mixto      | 3                |                  |  |   |                  |                  |                  |  |
|  |                           |                           |                           |             | 2 | Liceo Mixto      | 3                |                  |  |   |                  |                  |                  |  |
|  |                           |                           | 3                         | Español     | 0 |                  |                  |                  |  |   |                  |                  |                  |  |
|  | 3                         | Español                   | 3                         | Español     | 0 | 3                |                  |                  |  |   |                  |                  |                  |  |
|  | 3                         | Español                   |                           |             |   |                  |                  |                  |  |   |                  |                  |                  |  |
|  | 6                         | A. Sokol                  | 2                         |             |   |                  |                  |                  |  |   |                  |                  |                  |  |
|  | 6                         | A. Sokol                  | 2                         |             |   |                  |                  |                  |  |   |                  |                  |                  |  |
|  |                           |                           |                           |             |   |                  |                  |                  |  |   |                  |                  |                  |  |

## Campeón
| Campeón Liceo Mixto 4º título |